# Bianca Thomas
Bianca Thomas, née le 20 août 1988 à Henderson dans le Tennessee, est une joueuse professionnelle de basket-ball de nationalité américaine.

## Biographie
Durant ses quatre années universitaires, elle score en moyenne 3,8, 8,3, 15,3 et enfin 20,9 points par rencontre. 
Elle est sélectionnée en 12e position par les Los Angeles Sparks lors de la draft WNBA 2010.

## Clubs en carrière
| Saisons   | Équipe                           | Pays       |
| 2006-2010 | Université du Mississippi (NCAA) | États-Unis |
| 2010-2011 | Challes-les-Eaux                 | France     |

## Distinctions personnelles
- All-SEC First Team (2009, 2010)
- Associated Press All-SEC Second Team (2009)
- Ole Miss Holiday Classic All-Tournament Team (2009)[2].